# John Dorge
John Dorge, né le 17 octobre 1962 à Toowoomba, en Australie, est un joueur et entraîneur australien de basket-ball. Il évolue au poste de pivot.